# Bát thập thất thần tiên quyển
Bát thập thất thần tiên quyển (chữ Hán: 八十七神仙卷, Bức tranh "87 vị thần tiên") là một tác phẩm họa được cho là của Ngô Đạo Tử, một danh họa nổi tiếng trong lịch sử Trung Quốc. Ông được mệnh danh là họa thánh (thánh vẽ) và có rất nhiều giai thoại thần kỳ về việc vẽ tranh của ông.

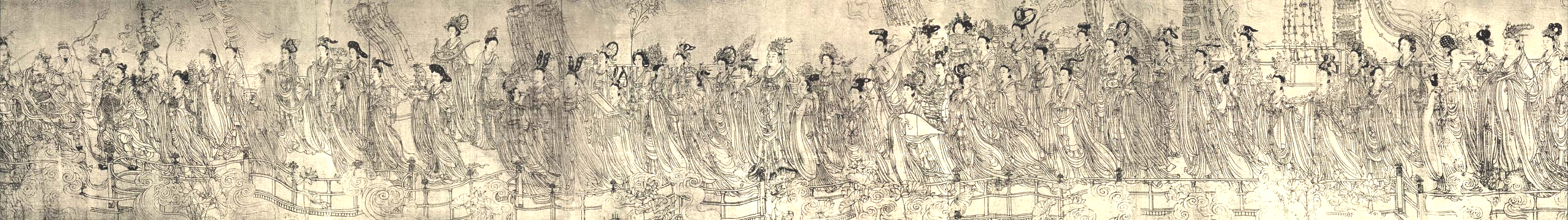
Bức tranh "Bát thập thất thần tiên quyển".